# Robert McLaughlin Gallery
La Robert McLaughlin Gallery ou la RMG (lit. La Galerie Robert McLaughlin) est une galerie publique à Oshawa en Ontario. Étant la plus grande galerie de la Municipalité régionale de Durham, la RMG a une collection notable d'œuvres canadiennes d'art contemporain et d'art moderne. Son bâtiment principal a été conçu par Arthur Erickson et sa collection met de l'avant les Painters Eleven, qui débutèrent dans l'appartement d'une Painters Eleven d'Oshawa, Alexandra Luke.

## Histoire
L'histoire de la galerie débute lorsque le concepteur natif d'Oshawa William Caldwell décide d'organiser un espace commercial avec quelques collègues artistes dans le but de créer une galerie d'art sur la Simcoe Street North à Oshawa. Peu après, Ewart McLaughlin et sa femme Alexandra Luke ont décidé de donner des fonds à la ville en plus de multiples œuvres d'art dans le but de fonder une galerie publique pour la ville. La galerie a été créée peu après en le nom du grand-père d'Ewart Robert McLaughlin (en), un industrialiste et le fondateur de la McLaughlin Carriage Company.

## Collections
La collection permanente du musée compte plus de 4 500 œuvres et est destinée à la conservation, le recouvrement et l'exposition des meilleures œuvres de l'héritage canadien. Elle est aussi une des plus grandes en matière d'œuvres des Painters Eleven. Le dévouement de la galerie à l'art abstrait est dû à son lien avec Alexandra Luke, qui avait déjà étudié sous Hans Hofmann, à Provincetown, au Massachusetts et grande interprète d'art abstrait. C'est elle qui a organisé le South Ontario Art Gallery Circuit, un circuit artistique d'art abstrait à travers l'Ontario.